# مناخ مسقط

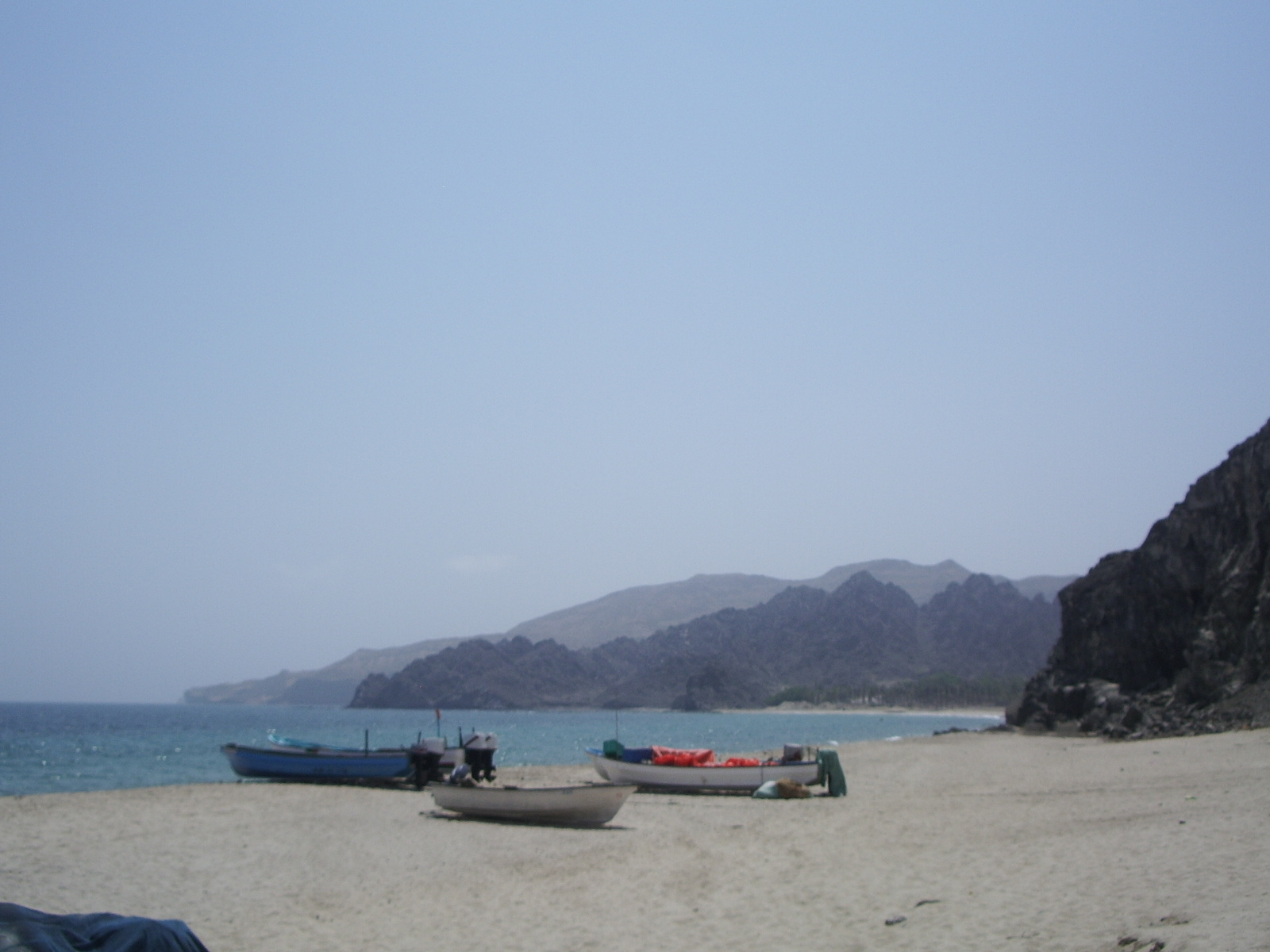
إحدى شواطئ مسقط

يتصف مناخ مسقط بأنه حار وجاف مع صيف طويل وحار جدًا إلى دافئ شتاءً. يبلغ معدل هطول الأمطار السنوي في مسقط حوالي 100 مليمتر ما يعادل 4 بوصات، ويسقط معظمها في الأشهر من نوفمبر إلى إبريل. بشكل عام يكون هطول الأمطار نادرًا في مسقط، وتصل درجات الحرارة فيها إلى 49 درجة مئوية في الصيف.
بالنسبة للسياحية في مسقط، فإن أفضل وقت للزيارة هو من نوفمبر إلى فبراير حيث تكون درجات الحرارة معتدلة وممتعة، مما يجعل من السهل التحرك في المدينة. تتراوح درجة الحرارة أثناء النهار في مسقط خلال فصل الشتاء بين 23 و26 درجة مئوية ما يعادل 73.4 و78.8 درجة فهرنهايت، بينما تتراوح درجات الحرارة في الصباح بين 13 و17 درجة مئوية ما يعادل 55.4 إلى 62.6 درجة فهرنهايت، أما في الأشهر بين مارس وسبتمبر يكون السفر مرهقًا للغاية حيث تتراوح درجة الحرارة المتوسطة بين 31 و38 درجة مئوية ما يعادل 87.8 و100.4 درجة فهرنهايت مع احتمالية الإصابة بحروق الشمس والجفاف.
| البيانات المناخية لـمسقط          | البيانات المناخية لـمسقط | البيانات المناخية لـمسقط | البيانات المناخية لـمسقط | البيانات المناخية لـمسقط | البيانات المناخية لـمسقط | البيانات المناخية لـمسقط | البيانات المناخية لـمسقط | البيانات المناخية لـمسقط | البيانات المناخية لـمسقط | البيانات المناخية لـمسقط | البيانات المناخية لـمسقط | البيانات المناخية لـمسقط | البيانات المناخية لـمسقط |
| الشهر                             | يناير                    | فبراير                   | مارس                     | أبريل                    | مايو                     | يونيو                    | يوليو                    | أغسطس                    | سبتمبر                   | أكتوبر                   | نوفمبر                   | ديسمبر                   | المعدل السنوي            |
| --------------------------------- | ------------------------ | ------------------------ | ------------------------ | ------------------------ | ------------------------ | ------------------------ | ------------------------ | ------------------------ | ------------------------ | ------------------------ | ------------------------ | ------------------------ | ------------------------ |
| الدرجة القصوى °م (°ف)             | 34.6 (94.3)              | 38.2 (100.8)             | 41.5 (106.7)             | 44.9 (112.8)             | 48.3 (118.9)             | 48.5 (119.3)             | 49.1 (120.4)             | 49.2 (120.6)             | 47.2 (117.0)             | 43.6 (110.5)             | 39.4 (102.9)             | 37.8 (100.0)             | 49.2 (120.6)             |
| متوسط درجة الحرارة الكبرى °م (°ف) | 25.5 (77.9)              | 26.1 (79.0)              | 29.8 (85.6)              | 34.7 (94.5)              | 39.5 (103.1)             | 40.4 (104.7)             | 38.6 (101.5)             | 36.2 (97.2)              | 36.3 (97.3)              | 35.0 (95.0)              | 30.5 (86.9)              | 27.1 (80.8)              | 33.3 (92.0)              |
| المتوسط اليومي °م (°ف)            | 21.3 (70.3)              | 21.9 (71.4)              | 25.2 (77.4)              | 29.8 (85.6)              | 34.2 (93.6)              | 35.2 (95.4)              | 34.3 (93.7)              | 32.0 (89.6)              | 31.4 (88.5)              | 29.7 (85.5)              | 25.7 (78.3)              | 22.6 (72.7)              | 28.6 (83.5)              |
| متوسط درجة الحرارة الصغرى °م (°ف) | 17.3 (63.1)              | 17.6 (63.7)              | 20.7 (69.3)              | 24.7 (76.5)              | 29.1 (84.4)              | 30.6 (87.1)              | 30.4 (86.7)              | 28.4 (83.1)              | 27.5 (81.5)              | 24.9 (76.8)              | 20.9 (69.6)              | 18.9 (66.0)              | 24.3 (75.7)              |
| أدنى درجة حرارة °م (°ف)           | 1.6 (34.9)               | 2.3 (36.1)               | 7.0 (44.6)               | 10.3 (50.5)              | 17.2 (63.0)              | 21.6 (70.9)              | 23.5 (74.3)              | 21.3 (70.3)              | 19.0 (66.2)              | 14.3 (57.7)              | 9.4 (48.9)               | 4.5 (40.1)               | 1.6 (34.9)               |
| معدل هطول الأمطار مم (إنش)        | 12.8 (0.50)              | 24.5 (0.96)              | 15.9 (0.63)              | 17.1 (0.67)              | 7.0 (0.28)               | 0.9 (0.04)               | 0.2 (0.01)               | 0.8 (0.03)               | 0.0 (0.0)                | 1.0 (0.04)               | 6.8 (0.27)               | 13.3 (0.52)              | 100.3 (3.95)             |
| متوسط الرطوبة النسبية (%)         | 63                       | 64                       | 58                       | 45                       | 42                       | 49                       | 60                       | 67                       | 63                       | 55                       | 60                       | 65                       | 58                       |
| ساعات سطوع الشمس الشهرية          | 268.6                    | 244.8                    | 278.3                    | 292.5                    | 347.4                    | 325.7                    | 277.7                    | 278.6                    | 303.9                    | 316.9                    | 291.9                    | 267.0                    | 3٬493٫3                  |
| المصدر: NOAA (1961–1990)          |                          |                          |                          |                          |                          |                          |                          |                          |                          |                          |                          |                          |                          |

## العوامل المؤثرة على المناخ
تتميز مدينة مسقط، التي تقع في شبه الجزيرة العربية، بصيف طويل وحار للغاية، كما هو الحال في أي دولة في الشرق الأوسط. كما أن هطول الأمطار في المدينة نادر للغاية، ويسقط معظمها خلال أشهر الشتاء، ويتبع ذلك لبعض العوامل:
- الرياح الشمالية والتي تحدث في مسقط خلال أشهر الصيف، وهي رياح مثيرة للغبار وتكون ذروتها في الصباح وتقل في الليل.
- العواصف الرملية أو عاصفة الغبارهي ظاهرة نادرًا ما تؤثر على مسقط خلال أشهر الصيف.[3][4]
- الرياح الغربية وهي رياح تتسبب في حدوث زخات شتوية من الأمطار إلى العديد من أجزاء عُمان بما في ذلك مسقط، وتأتي هذه الرياح من البحر الأبيض المتوسط أو شمال أفريقيا.[5]
- الرياح الموسمية الجنوبية الغربية والتي تؤثر فقط على منطقة ظفار في عُمان حيث تهطل أمطار خفيفة، لكن الأجزاء العليا من عُمان بما في ذلك مسقط تظل جافة خلال هذه الفترة.

## الأحداث الجوية المتطرفة
إن أكثر الظواهر الجوية تطرفًا في عُمان هي العواصف المدارية التي تتشكل في بحر العرب. وفيما يلي قائمة بالعواصف المدارية التي أثرت على عُمان، بما في ذلك مسقط، خلال القرن الحادي والعشرين:
- عام 2002، ضربت عاصفة إعصارية منطقة ظفار في سلطنة عمان.
- عام 2007، تسبب إعصار جونو من الفئة الخامسة في حدوث رياح عاصفة وأمطار غزيرة في مدينة مسقط.[6]
- عام 2010، تسبب إعصار فيت من الفئة الرابعة في حدوث فيضانات هائلة في مسقط خلال أوائل شهر يونيو.[7]